# Mouvement populaire du 13-Mai
Le Mouvement populaire du 13-Mai, dit le MP-13, était un parti politique français du début de la Cinquième République.

## Historique

Le symbole du cœur vendéen adopté par MP-13

Fondé en juin 1958 par le général Lionel-Max Chassin, il faisait suite, comme son nom l'indique, aux événements d'Alger du 13 mai de la même année. Il visait par cette référence le « refus de l'abandon d'une terre française » et « la volonté d'en finir avec un régime incapable » et, surtout, de mettre fin aux actions terroristes du FLN. Bien que de nombreux militants fussent résolument antigaullistes, ils ne constituaient toutefois pas une majorité conséquente. Aussi, le mouvement n'émit pas de consigne de vote pour le référendum de 1958 car le mouvement fut divisé entre partisans du « oui » et partisans du « non ». La majorité, cependant, entraînée par Robert Martel, était hostile au général de Gaulle.
Martel écrit d'ailleurs au général Massu : « Je me refuse désormais à cautionner ce régime des Sans-Dieu, source de la perversion qui nous désagrège, et j'ai l'honneur de vous donner ma démission du Comité de salut public du 13 mai (...) et vous adjure de croire qu'en disant Non au référendum, nous dirons Oui à la vocation de la France, Oui à son empire et Oui à sa glorieuse Armée. »
Lors du premier Congrès du mouvement, qui se déroule au mois de septembre, le mouvement fusionne avec l'Union française nord-africaine (UFNA), créée en 1955 et dirigé par Robert Martel (1921-1997), viticulteur algérien contre-révolutionnaire, surnommé « le Chouan de la Mitidja ». Ce dernier succède d'ailleurs à la tête du mouvement à Lionel-Max Chassin, qui venait de quitter l'action politique. C'est également à cette occasion que l'on décide de l'emblème du mouvement : un cœur surmonté d'une croix, sur le modèle de celle du père de Foucauld. 
Le mouvement compte alors près de 22 000 membres (17 000 en Algérie, 5 000 en métropole, dont la plupart sont des rapatriés). Au conseil national, on compte Joseph Bilger, ancien régionaliste alsacien), et l'avocat Roger Girard et le docteur Martin, anciens cagoulards. Parmi les membres les plus en vue du mouvement, on peut citer : Lucien Ressort, délégué à la propagande, Dominique Venner, Pierre Sidos, Pierre de Villemarest, Michel de Sablet, Maurice Crespin (ancien de l'UFNA), ou encore Paul Chevallet (ancien membre de l'UDCA). Il disposait d'ailleurs d'un journal, Salut public de l'Algérie française.
Martel est un « ultra » de l'Algérie française. Il déclara en 1959 : « Notre serment sera tenu, même si nous devons avoir recours à la solution du désespoir. C'est un droit de légitime défense que nous accorde le préambule de la Constitution. Notre complot est public. Il a pour nom : ici la France. » Il se joint d'ailleurs à Ortiz et Lagaillarde, lors de la semaine des barricades de janvier 1960.
Malgré ses débuts encourageants, le mouvement est rapidement un échec : en 1960, Robert Martel, Henri Martin et Maurice Crespin sont frappés d'un arrêté d'un ministre de l'Algérie. Robert Martel et  trois autres dirigeants doivent entrer en clandestinité, et le mouvement tombe dans l'oubli. On retrouve la plupart de ses membres parmi les fondateurs de l'OAS.

### Sources
- Claude Mouton-Raimbault, La Contrerévolution en Algérie - sous-titre : « Le combat de Robert Martel et de ses amis », Diffusion de la Pensée Française, 1972, 675 pages.
- Anne-Marie Duranton-Crabol, Le Temps de l'OAS, Éditions Complexe, 1995, p. 306.
- Henry Coston, Dictionnaire de la politique française, Tome 1, La Librairie française, 1967, p. 730–731.
- Henry Coston (dir.), Partis, journaux et hommes politiques d'hier et d'aujourd'hui, Lectures françaises, décembre 1960, p. 217-221
- Francis Bergeron et Philippe Bilgier, De Le Pen à Le Pen. Une histoire des nationaux et des nationalistes sous la Ve République, Dominique Martin Morin, 1986, p. 21–23.